# دن مجرل
 دن مجرل (انگلیسی: Dan Majerle؛ زاده ۹ سپتامبر ۱۹۶۵) یک ورزشکار اهل ایالات متحده آمریکا است. 